# Saint-Hilaire-le-Lierru
Saint-Hilaire-le-Lierru är en kommun i departementet Sarthe i regionen Pays de la Loire i nordvästra Frankrike. Kommunen ligger i kantonen Tuffé som tillhör arrondissementet Mamers. År 2018 hade Saint-Hilaire-le-Lierru 131 invånare.

## Befolkningsutveckling
Antalet invånare i kommunen Saint-Hilaire-le-Lierru
| Referens: INSEE |